# Broussaï
Broussaï ist eine im Jahre 2000 gegründete französische Reggaeband. Gründungsmitglieder sind Bruno (Schlagzeug), Reynald (Bass), Mickael (Tasteninstrumente), Eric (Gitarre, Gesang), Alex (Gitarre, Gesang) und Romain (Tasteninstrumente).
Inspiriert durch jamaikanische Musik. spielen Broussaï Reggae mit Ska- und Ragga-Einflüssen. Die Texte sind überwiegend auf Französisch und handeln von aktuellen sozialen und politischen Themen. Die Gruppe hatte bis zum Jahr 2010 etwa 500 Auftritte auf Konzerten und Festivals in Frankreich und Europa. Broussaï arbeiteten bereits mit mehreren namhaften französischen und jamaikanischen Reggae-Interpreten wie The Skatalites, Samuel Clayton, Mystic Revelation of Rastafari, Turbulence, Dub Inc. oder Danakil zusammen.

## Diskografie
Alben

| Jahr | Titel         | Höchstplatzierung, Gesamtwochen, AuszeichnungChartsChartplatzierungen (Jahr, Titel, Platzierungen, Wochen, Auszeichnungen, Anmerkungen) | Anmerkungen |
| Jahr | Titel         | FR | Anmerkungen |
| ---- | ------------- | --- | ----------- |
| 2009 | Perspectives  | FR179 (1 Wo.)FR |             |
| 2012 | Kingston Town | FR177 (1 Wo.)FR |             |

Weitere Alben
- 2004: Insurrection
- 2007: Avec des mots
- 2015: In The Street